# Geodynamica
Geodynamica is het wetenschappelijk vakgebied dat de dynamica van de vaste Aarde onderzoekt. Het is onderdeel van de geofysica. Geodynamische omstandigheden kunnen zowel aan het oppervlak als binnenin de Aarde sterk verschillen ten gevolge van platentektoniek en convectiestroming in de mantel en kern.
Geodynamica bestudeert zowel de bewegingen en stromingen in de lithosfeer ("lithosfeerdynamica"), de mantel ("manteldynamica") als in de kern van de Aarde. Dit doen ze door het opstellen en verfijnen van numerieke modellen, die deze bewegingen zo goed mogelijk beschrijven. Voor de beweging aan het aardoppervlak worden bijvoorbeeld data afkomstig van technologie als GPS of InSAR gebruikt. Geodynamici kunnen bijvoorbeeld modellen opstellen voor de postglaciale opheffing van de lithosfeer als gevolg van het smelten van een ijskap, of bewegingen in de lithosfeer als gevolg van platentektoniek modelleren. Voor de mantel en diepere lithosfeer maken de modellen met name gebruik van modellen over de opbouw van de Aarde, die berusten op gegevens uit met name de seismologie. Bij het modelleren van stromingen in de (vloeibare) buitenkern worden metingen van de sterke van het aardmagnetisch veld gebruikt. 
Andere modellen in de geodynamica beschrijven de brosse of ductiele deformatie van het materiaal waaruit de Aarde bestaat. Daarbij worden de materiaalconstanten en opnieuw ideeën over de opbouw van de Aarde gebruikt als randvoorwaarden in het model.

## Geologische deformatie

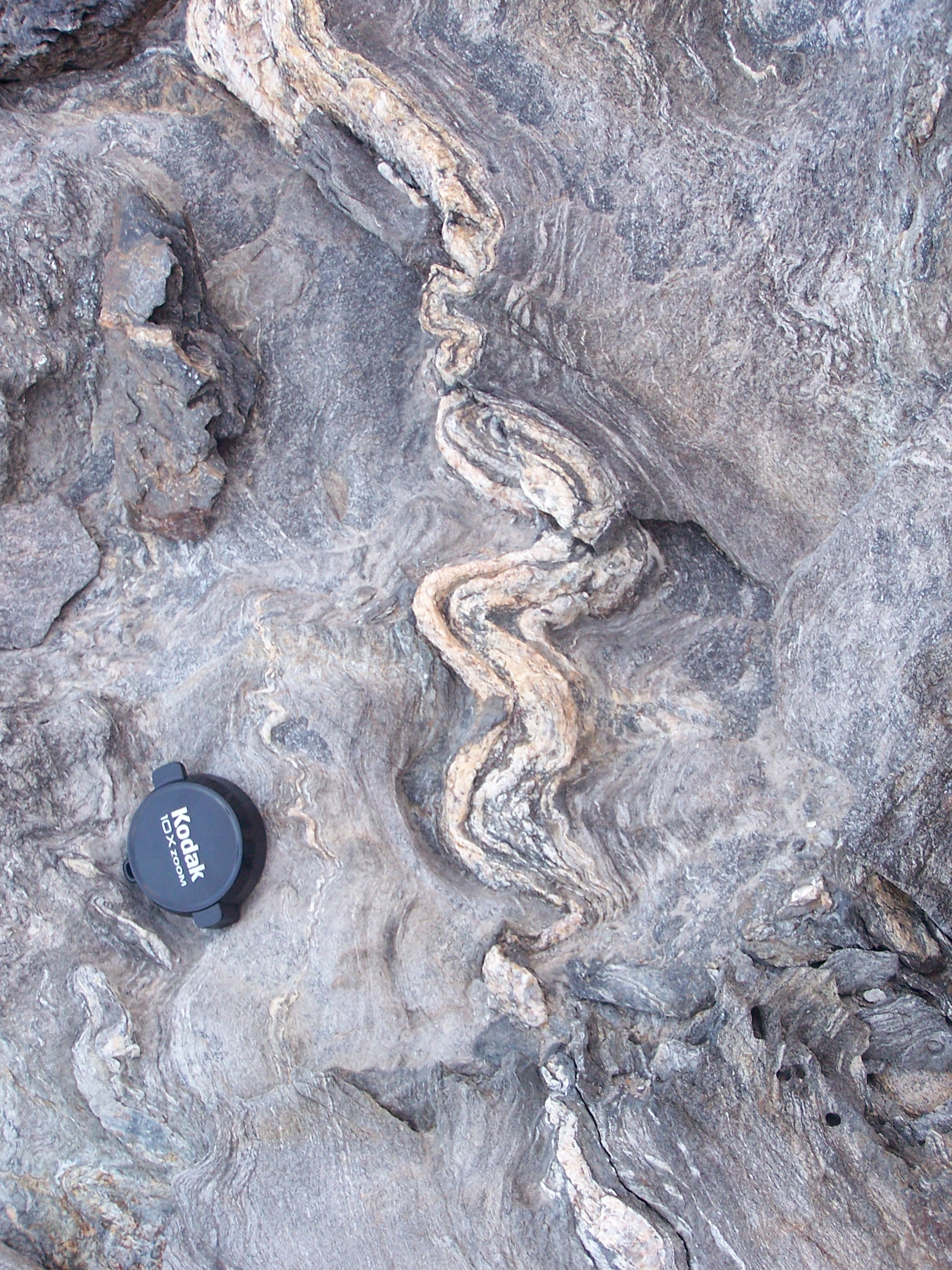
Plooien in metamorf gesteente in Galicië, voorbeeld van ductiele deformatie

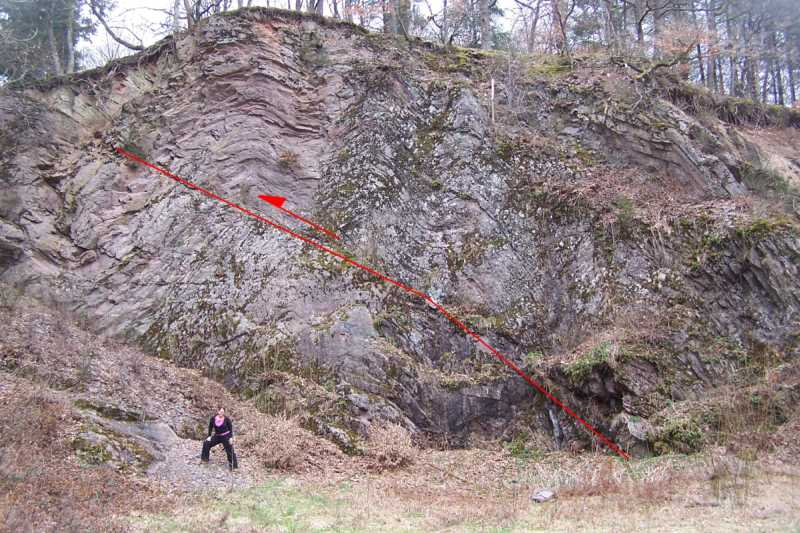
Overschuiving in de Eifel, voorbeeld van brosse deformatie

Geologische deformatie van een vast gesteente is een proces waarbij de mechanische spanning (Engels: stress) die in het materiaal heerst leidt tot vervorming of rek (Engels: strain) van het materiaal. Er kan een onderscheid worden gemaakt tussen ductiele deformatie, waarbij het materiaal "heel blijft" en brosse deformatie waarbij het materiaal breekt.

### Ductiele deformatie
Ductiele deformatie of ductiele vervorming is het vervormen van geologisch materiaal door vloeien als gevolg van mechanische spanning. Een ductiel vervormd materiaal blijft een continuüm; het behoudt tijdens de vervorming zijn cohesie en breekt niet, zoals bij brosse vervorming.

### Brosse deformatie
Brosse deformatie is alle deformatie van geologisch materiaal waarbij het materiaal zijn cohesie verliest en breekt. Deformatie wordt veroorzaakt door mechanische spanning. Als de mechanische spanning groter wordt, zal het materiaal elastisch vervormen, tot een bepaalde kritieke waarde van spanning bereikt wordt. Als de spanning nog groter wordt dan deze elastische limiet, breekt het materiaal.
De elastische limiet verschilt per materiaal en hangt af van de interne sterkte of cohesie van het materiaal. Afhankelijk van het materiaal, de temperatuur en de druk, zal een materiaal plastisch deformeren (vloeien) of bros deformeren. Soms zijn beide typen deformatie achter elkaar waar te nemen, als men de spanning blijft opvoeren.
In de aardkorst vormen gesteenten normaal gesproken een continuüm. Brosse deformatie domineert in de hogere delen van de korst, plastische deformatie in de onderste delen. De overgangszone is geleidelijk.

### Breuken
In gesteenten zijn plooien, schuifzones en lenzen producten van ductiele deformatie, terwijl breuken het gevolg van brosse deformatie zijn. Brosse deformatie uit zich in de korst door de vorming van breuken en/of diaklazen. Afhankelijk van de schaal kan dit aardbevingen tot gevolg hebben. Alle gesteenten deformeren, een nog niet geconsolideerd sediment deformeert ook. Er is eigenlijk pas echt sprake van deformatie als de aard van deformatie uit in het gesteente zichtbare structuren afgeleid kan worden. Een foliatie kan bijvoorbeeld een preferente plooirichting aangeven.
De studie van deformatie is binnen de structurele geologie een belangrijk onderzoeksveld. Er wordt gekeken naar (micro)structuren om de structurele geschiedenis van een gebied of formatie te leren kennen. Vaak ook hebben er mineralogische veranderingen plaatsgevonden, die iets zeggen over de metamorfe facies waaraan een gesteente blootgesteld is geweest. Metamorfose en deformatie gaan vaak samen, maar dit hoeft niet het geval te zijn en de twee processen moeten dan ook niet met elkaar worden verward.

## Mechanische oorzaak van geologische deformatie

### Mechanische spanning
De hoeveelheid en aard van deformatie hangen af van een aantal natuurkundige grootheden. De belangrijkste daarvan is de mechanische spanning of rekspanning (aangeduid met σ). Spanning is de hoeveelheid kracht (F) die op een bepaald oppervlak (A) staat:
{\displaystyle \sigma ={\frac {F}{A}}}
Dit is een uitdrukking voor de mechanische spanning in twee dimensies. Om de deformatie van een materiaal te onderzoeken moet echter met drie dimensies rekening gehouden worden. Als de spanning in alle richtingen op het materiaal gelijk is, spreekt men van een confining pressure (aangeduid met het symbool σ3 of Pc), die gelijk is aan de interne cohesie van het materiaal.
In gesteente in de aardkorst is deze confining pressure gelijk aan de effectieve druk, dat is de lithostatische druk min de poriëndruk:
{\displaystyle P_{e}=\sigma _{3}-P_{p}}
Dit betekent dat hoe hoger de spanning van het poriënwater in gesteente, hoe kleiner de cohesie is en hoe sneller het gesteente deformeert.
Een grote spanning op een materiaal in alle richtingen leidt nog niet direct tot deformatie. Dat gebeurt pas als de spanningstoestand niet gelijk is in alle richtingen. In dat geval spreekt men van een differentiaalspanning (σD, Engels: differential stress), die gelijk is aan het verschil tussen de maximale en minimale spanning (dat zijn respectievelijk σ1 en σ3):
{\displaystyle \sigma _{D}=\sigma _{1}-\sigma _{3}}
Deze differentiaalspanning is de achterliggende reden voor deformatie van een materiaal. Spanningen kunnen echter ook parallel op een oppervlak staan, men spreekt dan van een schuifspanning {\displaystyle \gamma }. Ook schuifspanningen zorgen voor deformatie.
Er zijn meer factoren die invloed hebben, bijvoorbeeld de materiaalconstanten van het betreffende materiaal en de temperatuur. Bij hogere temperaturen zijn materialen "zachter" en zullen ze eerder deformeren.

### Beschrijving van deformatie

Schuif (shear strain) wordt veroorzaakt door een schuifspanning (F) op een oppervlak (A) van een materiaal. Bij schuif verandert niet het volume maar de geometrie van het materiaal.

De hoeveelheid deformatie van een materiaal wordt aangegeven met de grootheid rek of vervorming (Engels: strain; aangeduid met het teken {\displaystyle \varepsilon }). Rek is de verhouding tussen de lengte na deformatie ( {\displaystyle l} )en het lengteverschil ( {\displaystyle {l-l_{0}}}) door deformatie:
{\displaystyle \varepsilon ={\frac {l}{l-l_{0}}}}
Schuifspanningen leiden tot het type deformatie dat schuif (Engels: shear) genoemd wordt. Bij schuif verandert het volume van het materiaal niet, maar wel de geometrie. De tangens van de hoek tussen een oorspronkelijk loodrecht op het oppervlak waarop de schuifspanning staat staande lijn en zijn nieuwe oriëntatie θ is de schuifvervorming {\displaystyle \gamma } (Engels: shear strain):
{\displaystyle \gamma =\tan \theta }
Belangrijk is ook de snelheid van (schuif-)vervorming (Engels: (shear) strain rate; aangeduid met het teken {\displaystyle {\dot {\varepsilon }}}):
{\displaystyle {\dot {\varepsilon }}={\frac {d\varepsilon }{dt}}} en {\displaystyle {\dot {\gamma }}={\frac {d\gamma }{dt}}}
In het geval waarin het materiaal in een richting afgeplat wordt zonder dat schuif optreedt (coaxiale deformatie) spreekt men van zuivere afschuiving. Als alleen schuif optreedt en geen afplatting plaatsvindt spreekt men van simple shear.

### Microscopische schaal
Een deformatie-proces op microscopische schaal is de drukoplossing (Engels: pressure solution), dat alleen plaats kan vinden als er in het materiaal voldoende water aanwezig is. Op kristalvlakken waar een grotere spanning op staat zullen deeltjes relatief vaker in oplossing treden, terwijl ze op vlakken waar een kleinere spanning op staat relatief vaker zullen neerslaan. Het gevolg is dat de deeltjes in de oplossing verplaatst worden in de kleinste spanningsrichting.

## Mechanische terminologie in de geologie
- Afschuiving (breuk)
- Breuk (Engels: fault)
- Breuk (Engels: fracture)
- Compressie; samendrukken van gesteenten
- Dike of gang; plaatvormig lichaam dat oorspronkelijk horizontale gesteentelagen doorsnijdt
- Schuif (geologie)
- Splijting; splijting in gesteenten
- Plooi; ombuiging in oorspronkelijk horizontale lagen